# Joseph-Nicolas Delisle
Joseph-Nicolas Delisle, francoski astronom, * 4. april 1688, Pariz, Francija, † 1768, Pariz.
Delisle je najbolj znan po svoji temperaturni lestvici, ki jo je iznašel leta 1732. Podobna je Réaumurjevi. Za ničelno točko je vzel vrelišče vode. Tališče ledu pri standardnem tlaku ima po njegovi lestvici pozitivno vrednost, namreč 150,00 °De. Podobno je v začetku imela Celzijeva lestvica, vendar so, predvsem na prigovarjanje Daniela Ekströma, večinskega izdelovalca termometrov, ki jih je uporabljal Celzij, spremenili vrstni red vrednosti. Vrstni red Delisleove lestvice pa je ostal v izvirni obliki.
Leta 1715 je opazoval Poissonovo pego.

## Priznanja

### Poimenovanja
Po njem se imenuje asteroid glavnega pasu 12742 Delisle in udarni krater Delisle na Luni.